# ناحية مركز الحفة
ناحية مركز الحفة إحدى نواحي سوريا تتبع إداريّاً لمحافظة اللاذقية منطقة الحفة ومركزها بلدة الحفة، بلغ تعداد سكان الناحية 23,347 نسمة حسب التعداد السكاني لعام 2004.

## مدن وبلدات وقرى ناحية مركز الحفة
الحفة، جبلايا ، بابنا، غرناطة، الحميدية، الحارة، خربة هيشون، منجيلا، ميسلون (شير القاق)، العذرية، القادسية (جنكيل)، قشبة، قريماني، رقيق، رسيون الحفة، صمنديل، السامية، شريفا، تشرين (دفيل)، وطي الرامة، زنقوفة، الدوحة، الرابية (بكاس)، المختارية، حرف السلكين.